# Kapcsolt részek

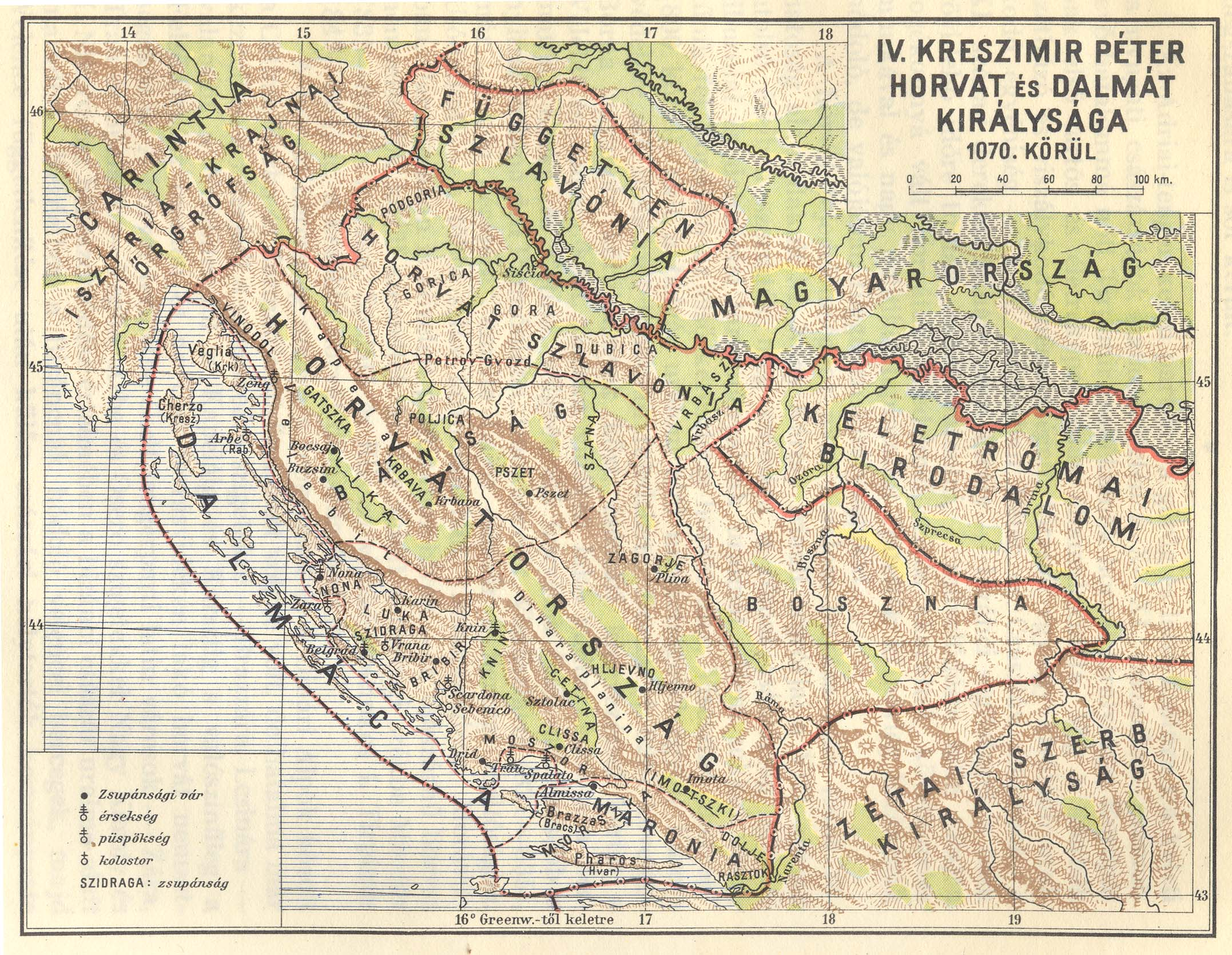
IV. Krešimir horvát király horvát és dalmát királysága 1070. körül

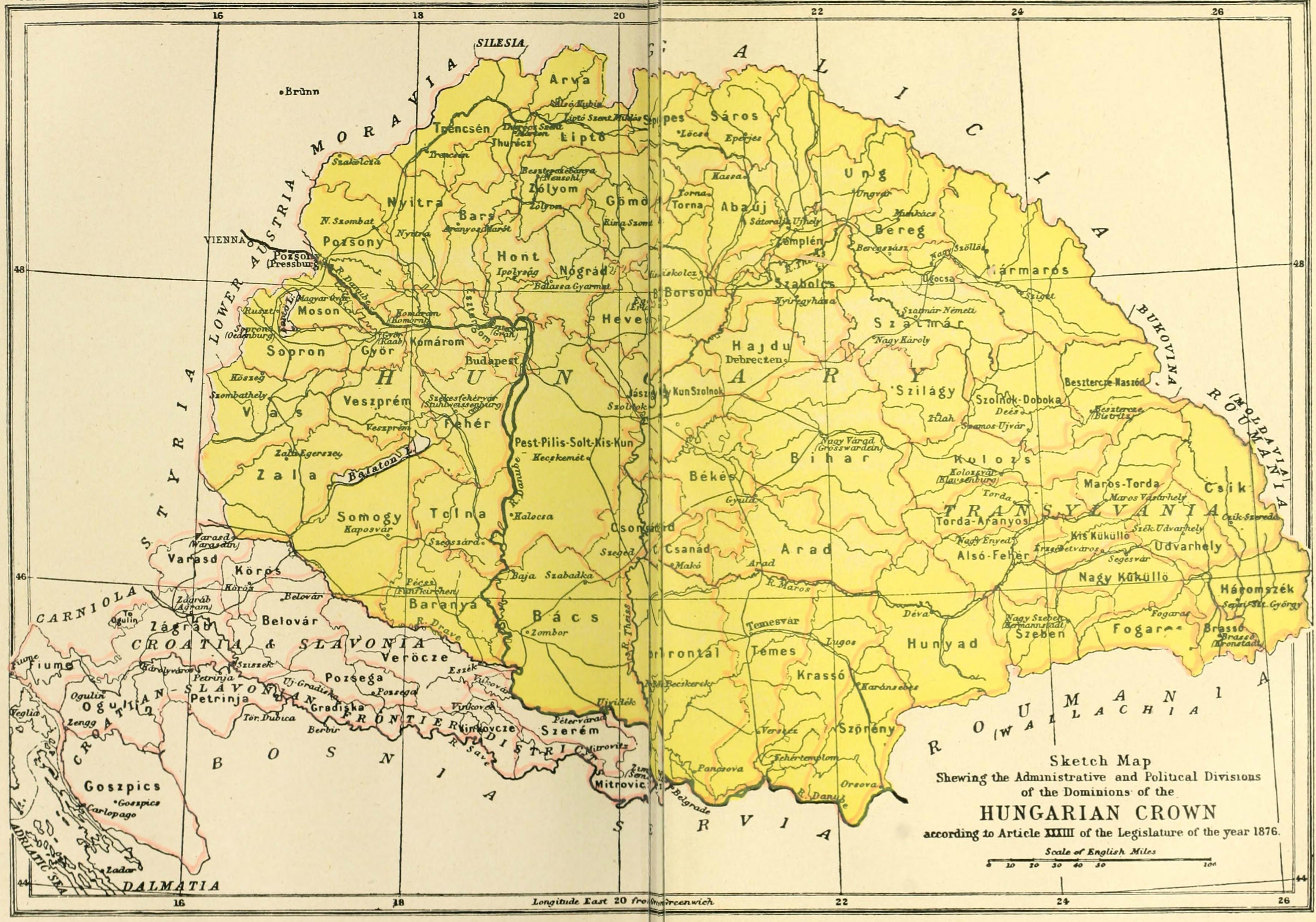
A Magyar Királyság és a társországok Horvát–Szlavónország térképe 1876-ban

Kapcsolt részeknek (partes adnexae) nevezték a Magyar Királyság (regni Hungariae) történelme során a Horvát-Szlavón-Dalmát társországokat. A magyar államhoz tartozó területeken néhány eltéréssel a magyar jog volt érvényben. A kapcsolt részek (alávetett részek), ahogy korábban nevezték Horvátországot és Dalmáciát, megőrizték saját jogukat és közigazgatási különállásukat is. A kapcsolt részek és a hűbéres országok közötti különbség az volt, hogy Horvátország és Dalmácia nem rendelkeztek saját szuverén államhatalommal, amíg a hűbéres országok (mint Ráma, Bosznia) megtartották az állami különállásukat is, csupán függésbe kerültek a magyar koronától. A kifejezés magyar közjogi használatára jó példa, Récsi Emil jogtudós Magyarország közjoga a mint 1848-ig s 1848-ban fennállott című művéből a 159. oldalon egy mondat: Magyarország mindazonáltal kapcsolt részeivel szabad ország, s kormányzatának egész törvényes alakzatára nézve, odaértve minden hivatalait (dicasteriumait) független.

## Története

A Magyar Királyság középcímere, amely a magyar kiscímert, valamint a „kapcsolt részek” és a „melléktartományok” címerét foglalja magába, azaz Dalmácia, Horvátország, Szlavónia, Galícia (Halics, „Gács.”), Lodoméria, Kunország, Bosznia, Bulgária, Szerbia címerét. E sorhoz csatlakozott Erdély (1848), majd az 1874. évi címerrendezéskor Fiume 1654-ben alkotott címere.

Magyar Királyság volt a hivatalos elnevezése annak a történelmi magyar államnak, amely 1000-től 1918. november 16-ig, majd 1920. március 1-jétől 1946. február 1-jéig létezett. Az államalapítás körüli évekből származó, kis számban fennmaradt hiteles oklevelek egyikében, a veszprémi püspökség 1009. évi adománylevelében, megjelenik a királyi titulus:
„Stephanus Dei gratia Pannoniorum rex”. azaz „István Isten kegyelméből a pannóniaiak királya”. Később az Árpád-kor végére vált teljessé a magyar királyi cím: "Dei gratia Hungarie, Dalmatie, Croatie, Rame, Servie, Galicie, Lodomerie, Cumanie, Bulgarique", vagyis "Isten kegyelméből Magyarország, Dalmácia, Horvátország, Ráma (Bosznia), Szerbia, Galícia, Lodoméria, Kunország és Bulgária királya". A Magyar Királyság autonóm igazgatású mellékországai voltak a bánságok, amelyek élén a bán, a magyar király helytartója állt.
A „kapcsolt részek” kifejezés valószínűleg a 16. század végén vagy a 17. század elején került használatba. Első hivatalos előfordulása az 1606. évi kilenczedik törvénycikkelyben található a bécsi békekötéssel kapcsolatban. 
A szentséges császári és királyi felség, Magyarországot és ennek kapcsolt részeit, ugymint: Szlavoniát, Horvátországot és Dalmátiát, született magyarok és a neki alávetett, meg hozzá tartozó nemzetbeliek birtoklása mellett fogja uralma alatt tartani.
A kifejezés elsősorban Horvátország, Szlavónia és Dalmácia közjogi státuszára vonatkozó szóhasználat. A Tripartitum eredeti latin szövegében Horvátország nincs kapcsolt országrészként (partes adnexae) említve. Ehelyett Werbőczy István művében a legtöbb esetben a partes subjectae kifejezés szerepel a szövegben, amely alávetett tartományt jelent, és amelynek használata összhangban van a hagyományos magyar közjogi irodalom több évszázados álláspontjával. 
A bekebelezett vagy meghódított részek területeinek latinul „partes incorporatae” illetve „subjectae” volt a közjogi neve. Az az 1606. évi bécsi béke 9. és 10. pontjában az „alávetett részeknél” sokkal gyöngébb „kapcsolt részek” kitétel egyszerre bukkan fel. Ez a megjelölés nem új, mert már a 14. és 15. században is használatos volt. A „partes adnexae” kifejezés a „partes subjectae” változata, a bécsi béke szövegében a két változatot egymás mellett, egy értelemben írták. Már II. Ferdinándnak az 1618. évi leirata, valamint az 1625. évi 3. és az 1630. évi 9. törvénycikk az újat használja. Még 1647. évi törvényben is az egyértelműség jelére találunk. Ennek az országgyűlési dekrétumnak a bevezetésében „partes subjectae”, míg a címben „partes adnexae” fordul elő. 1647 után már az utóbbi kifejezés használata volt az általános, de hogy a másik érvénye és értelme se menjen feledésbe, arról gondoskodott annak az eskünek formája, amelyet az indigenák 1649. óta a törvény értelmében tettek.
A későbbiekben az önállóvá vált Erdélyhez csatolt Kraszna, Közép-Szolnok, Zaránd vármegyéket és Kővár vidékét Zilah városával szintén kapcsolt részeknek nevezték. Innen származott II. Rákóczi György erdélyi fejedelem címe: „Nos Georgius Rakoci Dei gratia princeps Transylvaniae ... regni Transylvaniae et partium Hungariae eidem annexarum”. I. Apafi Mihály címe pedig „Partium regni Hungariae dominus et Siculorum comes” volt, azaz A Magyar Királyság Részeinek ura és a székelyek ispánja. Amikor Erdély ismét a magyar király hatalma alá került, az országgyűlés többször sürgette Erdély és a Részeknek) a visszacsatolását, de az 1693–1733 közötti időszak kivételével sikertelenül. Végül az 1848. évi VI. törvénycikk rendelkezett úgy, hogy ezeket a részeket minden tekintetben Magyarország elválaszthatatlan, kiegészítő részeinek kell tekinteni. Az abszolutizmus korában ezek a részek ismét Erdélyhez kerültek és csak 1861-ben illetve az alkotmány hatályba lépésével nyerték vissza korábbi jogállásukat.
Felséges urunk összehívá a törvényhozó testet, hogy vele az ország alkotmányos állapotainak visszaállítása, biztosítása, a viszonyok igényeihez leendő idomítása, a tapasztalás tanuságaihoz mért tökéletesítése iránt tanácskozhassék; tette ezt különösen azért, hogy ezen első nagy királyának szent koronájával ősi szertartások szerint magát felavattassa, miután felséges nagybátyja ő cs. k. apostoli felsége V. Ferdinándnak a trónról történt lelépte, és fenséges édes atyjának, cs. k. főherczeg Ferencz Károlynak az uralkodási jogáról való lemondásával az összes birodalmi és így Magyarország és az ahhoz kapcsolt részek fölötti uralkodás felséges urunkra szállott, mely cselekvényekről szóló okmány az ország rendei és képviselőivel egyuttal közöltetik, és hogy ezt megelőzőleg kir. hitlevele kiadásával, Isten és világ előtt mondandó esküfogadással, szeretett Magyarországa és a hozzá kapcsolt részeknek királyi kötelmei hű teljesítését, magának pedig a magyar nemzet hű ragaszkodását minden időkre biztosítsa.
Pesty Frigyes történész és országgyűlési képviselő, az 1883-as horvátországi magyarellenes megmozdulások idején vetette fel elsőként a sajtóban, hogy Szlavóniát el kellene csatolni Horvátországtól és közvetlenül Magyarországhoz kellene kapcsolni, ugyanakkor fel kellene mondani a magyar–horvát kiegyezést.
A magyar Képviselőház 1916. január 26-án tartott ülésén, Rakovszky István interpellációjának vitájában, még mindig a jogi érvelés része volt ennek a közjogi kifejezésnek az értelmezése és használata. Egy közjogi politikai vita során elmondta hogy a horvát jogban nem hozhattak törvényeket, hanem csak statútumokat. Nem volt törvényhozási joguk, amit az is mutat, hogy az 1443. és 1553. évi törvények és a Hármaskönyv Horvát-Szlavónországot partes subjectae néven említik.